# 弥阿駅
弥阿駅（ミアえき）は、大韓民国ソウル特別市江北区弥阿洞にある、ソウル交通公社4号線の駅。駅番号は415。ソウルサイバー大学という副駅名がある。

## 駅構造
相対式ホーム2面2線を有する地下駅で、フルスクリーンタイプのホームドアが設置されている。改札階に繋がる階段はホーム1面につき4ヶ所、エレベータはホーム1面につき1基ずつ設置されている。
改札口は水踰寄り（北側）と弥阿サゴリ寄り（南側）の2ヶ所ある。化粧室は改札内に1ヶ所ある。
出入口は1番から8番までの合計8ヶ所ある。

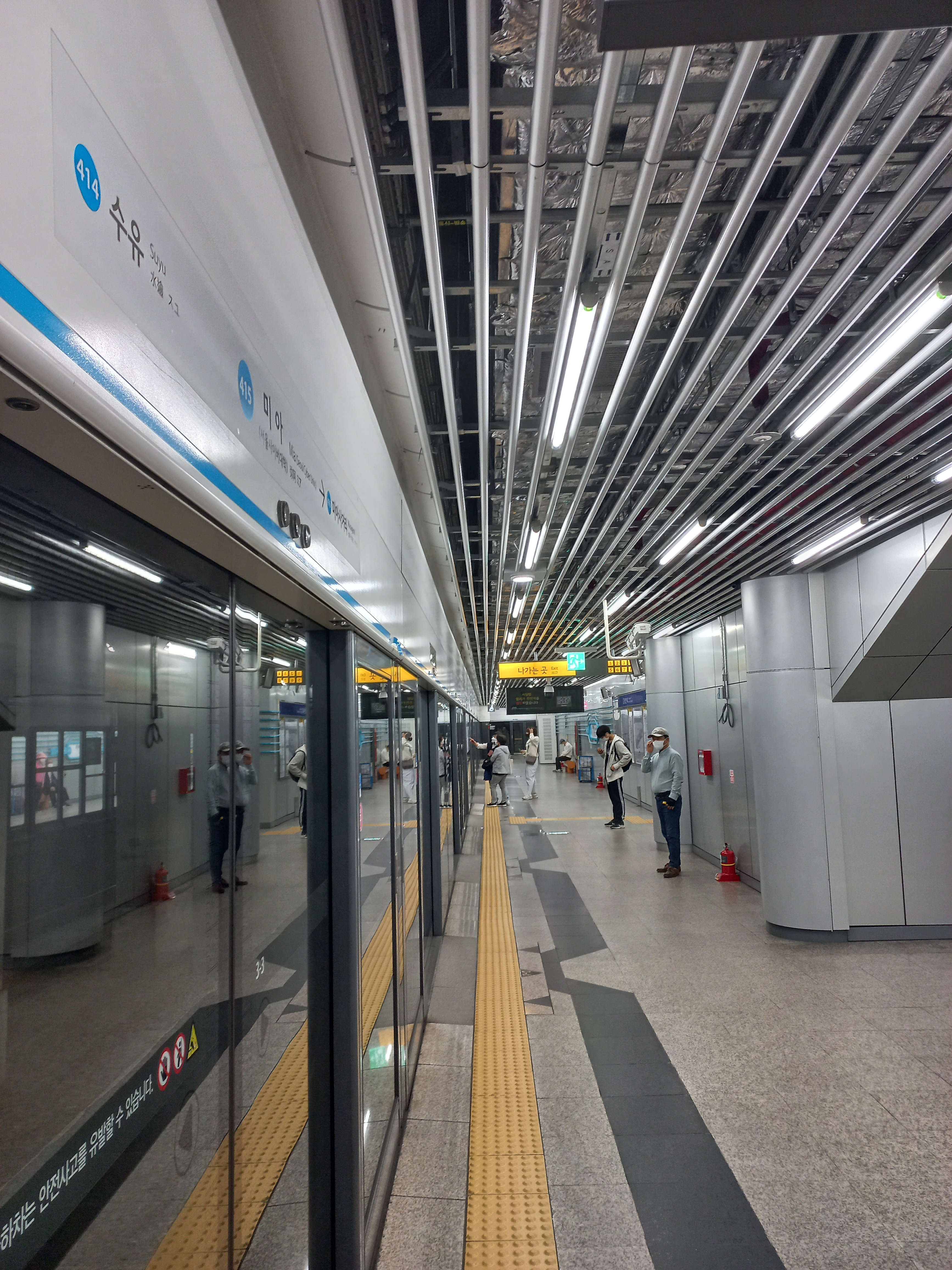
ホーム(2022年4月)

### のりば
- のりばの番号は存在しない。

| 上り | 4号線 | 水踰・倉洞・蘆原・仏岩山方面     |
| 下り | 4号線 | ソウル駅・舎堂・衿井・烏耳島方面 |

## 利用状況
近年の一日平均利用人員推移は下記のとおり。
| 路線  | 路線     | 2000年 | 2001年 | 2002年 | 2003年 | 2004年 | 2005年 | 2006年 | 2007年 | 2008年 | 2009年 | 出典  |
| ----- | -------- | ------ | ------ | ------ | ------ | ------ | ------ | ------ | ------ | ------ | ------ | ----- |
| 4号線 | 乗車人員 | 21,959 | 22,141 | 21,724 | 21,491 | 21,325 | 19,583 | 18,963 | 18,859 | 18,851 | 19,045 | [ 1 ] |
| 4号線 | 降車人員 | 17,678 | 17,868 | 17,994 | 18,099 | 18,407 | 17,330 | 16,927 | 16,781 | 16,947 | 17,050 | [ 1 ] |
| 4号線 | 乗降人員 | 39,637 | 40,009 | 39,718 | 39,590 | 39,733 | 36,913 | 35,890 | 35,640 | 35,798 | 36,096 | [ 1 ] |
| 路線  | 路線     | 2010年 | 2011年 | 2012年 | 2013年 | 2014年 | 2015年 |        |        |        |        | [ 1 ] |
| 4号線 | 乗車人員 | 19,473 | 19,918 | 20,002 | 19,710 | 19,817 | 19,928 |        |        |        |        | [ 1 ] |
| 4号線 | 降車人員 | 17,487 | 17,993 | 18,036 | 17,761 | 17,980 | 18,205 |        |        |        |        | [ 1 ] |
| 4号線 | 乗降人員 | 36,960 | 37,911 | 38,038 | 37,470 | 37,797 | 38,133 |        |        |        |        | [ 1 ] |

## 駅周辺
- 江北区庁 交通指導課
- ソウル江北郵便局
- 宮殿会館
- 道峰税務署
- 弥阿洞住民センター
- 弥阿三星レミアンアパート
- 弥阿聖心病院
- 弥阿地溝帯
- 弥阿現代アパート
- 北ソウル夢の森
- 三陽市場
- 城北教育支援庁
- ソウルサイバー大学校
- ソウル愛話学校
- 誠庵国際貿易高等学校
- 誠庵女子中学校
- 城北市場
- 水踰文化会館
- 水踰初等学校
- 水踰市場
- 信一中学校
- 信一高等学校
- 韓国放送通信大学校 北部別館
- KT 江北支社
- 五覇山

## 歴史
- 1985年4月20日 - 開業。

## 隣の駅
ソウル交通公社
 4号線
水踰駅 (414) - 弥阿駅 (415) - 弥阿サゴリ駅 (416)